# NGC 4
NGC 4 è una galassia lenticolare di quattordicesima magnitudine visibile nella costellazione dei Pesci.

## Storia delle osservazioni
NGC 4 fu scoperta da Albert Marth nel 1864 utilizzando il telescopio riflettore di 48 pollici (121,9 cm) di William Lassell situato sull'isola di Malta. Marth posizionò NGC 4 5,2 arcominuti a nord-est di NGC 3, scoperta da lui la stessa notte e molto più brillante. Nel 1888 John Dreyer la incluse nel catalogo NGC con il nome di NGC 4, descrivendola come una debolissima galassia.
La sua bassa luminosità apparente ha portato nel corso degli anni a identificare NGC 4 con un'altra debole galassia presente nel campo: NPM1G +07.0004 che si trova tuttavia circa 15' a sud-est di NGC 3. Questa identificazione è presente nel Revised New General Catalogue (RNGC), edito nel 1973 e contenente molte correzioni al catalogo originale accumulatesi nel corso degli anni.
L'attuale identificazione si trova 4,7' a nord-est di NGC 3, ovvero a meno di un minuto d'arco dalla posizione originale data da Marth, ed è frutto di studi effettuati sugli scritti originali dello scopritore.

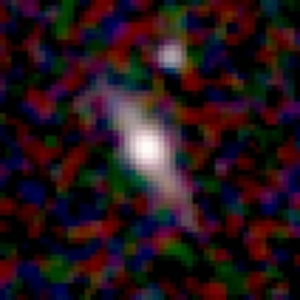
NGC 4 ripresa nel vicino infrarosso da 2MASS.

## Osservazione
NGC 4 si trova a circa 4,7' nord-est di NGC 3 e a circa 2,9' ovest dalla stella di nona magnitudine SAO 109022 e si presenta come un debole fuso elongato in senso NE-SW; per individuarla occorre un telescopio da almeno 250 mm di apertura. Il nucleo è evidente in telescopi di dimensioni maggiori e si presenta come un rigonfiamento al centro della scia luminosa.

## Caratteristiche
NGC 4 è una debole galassia lenticolare di magnitudine visuale 14,08 e piccole dimensioni angolari (appena 0,6 × 0,3 arcominuti). Secondo il sistema di classificazione di Hubble, NGC 4 viene classificata come una galassia lenticolare (tipo S0); questo tipo di galassie sono formate da un disco molto sottile e un nucleo sferico, come nelle galassie spirali, ma a causa del basso o nullo contenuto di materia interstellare, sono prive di bracci a spirale.

### Libri
- (EN) C. J. Lada, N. D. Kylafits, The Origin of Stars and Planetary Systems, Kluwer Academic Publishers, 1999, ISBN 0-7923-5909-7.
- A. De Blasi, Le stelle: nascita, evoluzione e morte, Bologna, CLUEB, 2002, ISBN 88-491-1832-5.

### Carte celesti
- Tirion, Rappaport, Lovi, Uranometria 2000.0 - Volume I & II, Richmond, Virginia, USA, Willmann-Bell, inc., 1987, ISBN 0-943396-15-8.
- Tirion, Sinnott, Sky Atlas 2000.0 - Second Edition, Cambridge, USA, Cambridge University Press, 1998, ISBN 0-933346-90-5.
- Tirion, The Cambridge Star Atlas 2000.0, 3ª ed., Cambridge, USA, Cambridge University Press, 2001, ISBN 0-521-80084-6.